# Équipe d'Italie de rugby à XV à la Coupe du monde 1999
L'équipe d'Italie a été en difficultés lors de la Coupe du monde de rugby 1999, après avoir perdu deux fois sur un lourd score contre les favoris de la poule, l'équipe d'Angleterre et l'équipe de Nouvelle-Zélande. En plus, elle s'est inclinée contre l'équipe des Tonga.

## Résultats
- 2 octobre : Angleterre 67-7 Italie à Twickenham, Londres
- 10 octobre : Tonga 28-25 Italie à Leicester, Angleterre
- 14 octobre : Nouvelle-Zélande 101-3 Italie à Huddersfield, Angleterre

### Classement de la Poule B
|                  | MJ | V | N | D | PP  | PC  | Pts |
| ---------------- | -- | - | - | - | --- | --- | --- |
| Nouvelle-Zélande | 3  | 3 | 0 | 0 | 176 | 28  | 9   |
| Angleterre (bar) | 3  | 2 | 0 | 1 | 184 | 47  | 7   |
| Tonga            | 3  | 1 | 0 | 2 | 47  | 171 | 5   |
| Italie           | 3  | 0 | 0 | 3 | 35  | 196 | 3   |

## Composition de l'équipe d'Italie quatrième de poule
Les joueurs ci-après ont joué pendant cette coupe du monde 1999. Les noms en gras désignent les joueurs qui ont été titularisés le plus souvent.

### Première ligne
- Andrea Castellani (2 matchs, 2 comme titulaire)
- Alessandro Moreno (2 matchs, 2 comme titulaire)
- Andrea Moretti (2 matchs, 1 comme titulaire)
- Alessandro Moscardi (3 matchs, 2 comme titulaire) 1 essai, 5 pts
- Franco Properzi-Curti (2 matchs, 1 comme titulaire)
- Federico Pucciariello (1 match, 1 comme titulaire)

### Deuxième ligne
- Carlo Checchinato (3 matchs, 2 comme titulaire)
- Walter Cristofoletto (2 matchs, 1 comme titulaire)
- Mark Giacheri (3 matchs, 3 comme titulaire)

### Troisième ligne
- Orazio Arancio (2 matchs, 1 comme titulaire)
- Mauro Bergamasco (1 match, 1 comme titulaire)
- Carlo Caione (2 matchs, 2 comme titulaire)
- Andrea De Rossi (1 match, 0 comme titulaire)
- Massimo Giovanelli (3 matchs, 3 comme titulaire) 3 fois capitaine
- Stefano Saviozzi (2 matchs, 2 comme titulaire)

### Demi de mêlée
- Alessandro Troncon (3 matchs, 3 comme titulaire)

### Demi d’ouverture
- Diego Dominguez (3 matchs, 3 comme titulaire) 1 essai, 2 transformations, 7 pénalités 30 pts
- Francesco Mazzariol (2 matchs, 0 comme titulaire)

### Trois-quarts centre
- Alessandro Ceppolino (2 matchs, 2 comme titulaire)
- Luca Martin (1 match, 1 comme titulaire)
- Cristian Stoica (3 matchs, 3 comme titulaire)

### Trois-quarts aile
- Nicola Mazzucato (3 matchs, 0 comme titulaire)
- Fabio Roselli (1 match, 1 comme titulaire)
- Paolo Vaccari (3 matchs, 3 comme titulaire)
- Nicholas Zisti (2 matchs, 2 comme titulaire)

### Arrière
- Matt Pini (3 matchs, 3 comme titulaire)

## Statistiques

### Meilleurs marqueurs d'essais italiens
1. Diego Dominguez, Alessandro Moscardi 1 essai

### Meilleur réalisateur italien
1. Diego Dominguez 30 points